# California Noir - Chapter One: Analog Beaches & Digital Cities
California Noir - Chapter One: Analog Beaches & Digital Cities è il terzo album in studio del gruppo musicale statunitense Julien-K, pubblicato il 27 marzo 2015.

## Descrizione
Anticipato nel luglio 2014 dal singolo California Noir, si tratta della prima parte di un doppio album contenente materiale creato dal gruppo a partire dal 2013. La sua realizzazione è stata frutto di un finanziamento collettivo lanciato dal gruppo stesso attraverso Indiegogo, nel quale i fan hanno potuto contribuire attraverso determinate donazioni nel corso del mese di febbraio 2015.
Il disco è stato inizialmente reso disponibile per il download gratuito il 27 marzo in esclusiva per coloro che hanno partecipato alla campagna di Indiegogo, per poi renderlo disponibile ufficialmente quattro giorni più tardi.
Il 1º giugno 2018 il gruppo ha pubblicato per il download digitale una nuova versione di Photo Voltaire.

## Tracce
Testi e musiche di Amir Derakh, Ryan Shuck e Anthony Valcic, eccetto dove indicato.
1. Analog Beaches & Digital Cities – 2:03 (musica: Amir Derakh)
2. Strange Invisible – 3:22 (Ryan Shuck, Amir Derakh, Eric Stoffel, Anthony Valcic)
3. Photo Voltaire – 4:00
4. California Noir – 3:50 (Ryan Shuck, Amir Derakh, Eric Stoffel, Anthony Valcic)
5. Black Market Machines – 4:14
6. Deep Beat Overground – 3:49
7. Cast into the Sea – 3:28 (Amir Derakh, Ryan Shuck, Anthony Valcic, Len Hotrum)
8. She's the Pretender – 3:56 (Amir Derakh, Ryan Shuck, Craig Williams, Anthony Valcic, Jared Watson)
9. No You Can't – 3:57
10. Eviscerate – 4:57

Traccia bonus nell'edizione di iTunes
1. California Noir (Video) – 4:19

## Formazione
Gruppo
- Ryan Shuck – voce, chitarra, coro finale (traccia 9)
- Amir Derakh – chitarra, basso, programmazione, sintetizzatore, percussioni, coro finale (traccia 9)
- Anthony "Fu" Valcic – programmazione, sintetizzatore, basso, coro finale (traccia 9)

Altri musicisti
- Eric Stoffel – programmazione e sintetizzatore aggiuntivi (tracce 2 e 4)
- Caitlyn Youngblood – cori aggiuntivi (traccia 2)
- Frank Zummo – drum machine aggiuntiva (traccia 4)
- Ricardo Restrepo – drum machine aggiuntiva (traccia 4)
- Eli James – drum machine aggiuntiva (tracce 4, 5, 7 e 8)
- Len Hotrum – cori aggiuntivi (traccia 7)
- Craig "Craigypants" Williams – sintetizzatore e programmazione aggiuntivi (traccia 8)
- Elias Malin – drum machine e percussioni aggiuntive (traccia 9)
- Stella – coro finale (traccia 9)
- Amber Snear – coro femminile (traccia 10)

Produzione
- Amir Derakh – produzione, ingegneria del suono, missaggio
- Dennis van Heumen – produzione esecutiva
- Andrew Nicholls – produzione esecutiva
- Anthony "Fu" Valcic – ingegneria del suono
- Eric Stoffel – ingegneria del suono aggiuntiva
- Carlos Becerra – ingegneria del suono aggiuntiva
- Daniel Morris – assistenza tecnica
- Mike Marsh – mastering